# Lyset, der svandt (film fra 1923)
Lyset, der svandt (originaltitel The Light That Failed) er en amerikansk stumfilm fra 1923 af George Melford.

## Medvirkende
- Jacqueline Logan som Bessie Broke
- Percy Marmont som Dick Heldar
- David Torrence som Topenhow
- Sigrid Holmquist som Maisie Wells
- Mabel Van Buren som Madame Binat
- Luke Cosgrave som Binat
- Peggy Schaffer som Donna Lane